# Fabiana Kuestner
Fabiana Kuestner Gripa (Blumenau, 17 de abril de 1981) é uma handebolista brasileira. Ela competiu nos Jogos Olímpicos de 2004, realizados em Atenas, na Grécia, onde o Brasil ficou em 7.º lugar.